# Хаменниково
Хаменниково — упразднённая в 2021 году деревня деревня в Вологодском районе Вологодской области на реке Шомица.
Входила в состав Кубенского сельского поселения (с 1 января 2006 года по 8 апреля 2009 года входила в Вепревское сельское поселение), с точки зрения административно-территориального деления — в Вепревский сельсовет.
Расстояние до районного центра Вологды по автодороге — 68 км, до центра муниципального образования Кубенского по прямой — 18 км. Ближайшие населённые пункты — Глотово, Филькино, Богослово, Молоково, Семёнково, Василёво.
По данным переписи в 2002 году постоянного населения не было.
Упразднена 19 июля 2021 года постановлением Правительства Вологодской области.